# Conchita Bautista
María de la Concepción Bautista Fernández (Siviglia, 27 ottobre 1936) è una cantante e attrice spagnola.

## Biografia
Negli anni cinquanta era considerata come una delle migliori attrici spagnole ed ebbe modo di partecipare anche ad alcune coproduzioni internazionali.
Nel 1961, per la prima partecipazione della Spagna all'Eurovision Song Contest, Conchita Bautista ha presentato a Cannes la canzone Estando contigo scritta da Augusto Algueró e Antonio Guijarro. Con otto punti si classificò nona.
Partecipò di nuovo all'Eurofestival nel 1965 a Napoli con Qué bueno, qué bueno. Si classificò ultima con zero punti con altri tre paesi.
Negli anni 70 tornò alla ribalta della cronaca per la perdita della figlia morta a causa di un tumore cerebrale.

## Filmografia
- Fuoco nel sangue, regia di Ignacio F. Iquino (1953)
- La belle de Cadix, regia di Raymond Bernard Ardavin (1953)
- Il porto del vizio, regia di John Guillermin (1957)
- Ho giurato di ucciderti, regia di Juan Antonio Bardem (1957)
- La mina, regia di Giuseppe Bennati (1958)